# Östersjöfinska språk
Östersjöfinska språk är en grupp av närbesläktade finsk-ugriska språk ur familjen uraliska språk som talas i området runt Östersjön. 
De två största av språken, finska och estniska, är officiella språk i egna stater. Karelska, det tredje största språket med omkring 100 000 talare, saknar officiell ställning. Meänkieli (tornedalsfinska), med omkring 50 000 talare, är officiellt minoritetsspråk i Sverige. 
Flera östersjöfinska språk anses riskera att bli utdöda. Vepsiska talas av drygt 5 000 personer. Det sydligaste språket i gruppen är liviska som är ett minoritetsspråk i Lettland även om det endast talas av omkring 35 personer. Votiska talas idag av högst 20 personer, medan ingriska talas av ett hundratal personer.
De närmaste släktspråken till de östersjöfinska språken är samiska.

## Språk och dialekter
En ofullständig lista över östersjöfinskans trädstruktur:
- Finska[1]
  - Västfinska dialekter
    - Sydvästfinska dialekter
    - Tavastländska dialekter
    - Sydösterbottniska dialekter
    - Mellan- och nordösterbottniska dialekter
    - Peräpohjola-dialekter
      - Torneå-dialekter ("Meänkieli" i Sverige)
      - Kemi-dialekter
      - Kemijärvi-dialekter
      - Gällivare-dialekter ("Meänkieli" i Sverige)
      - Finnmarksdialekter ("Kvänska" i Nordnorge)

  - Östfinska dialekter
    - Savolaxiska dialekter
    - Sydöstfinska dialekter
      - Ingermanlandsfinska
- Karelska
  - Egentlig karelska
    - Nordkarelska
    - Sydkarelska
      - Tver-karelska

  - Olonets karelska (Livvi)
  - Lydiska
- Vepsiska
- Ingriska
- Votiska
- Estniska
  - Nordestniska
  - Sydestniska
    - Võru (Võro)
      - Seto

    - Tartu
    - Mulgi
- Liviska